# Susan Atkins
Susan Denise Atkins-Whitehouse, Sadie Mae Glutz (San Gabriel, Kalifornia, 1948. május 7. – Chowchilla, Kalifornia, 2009. szeptember 24.) amerikai bűnöző, gyilkos, aki a Manson család tagjaként volt ismert. Részt vett az 1969 nyarán elkövetett Tate–LaBianca-gyilkosságokban, illetve Gary Hinman meggyilkolásában is. Összesen nyolc gyilkosságért ítélték el. A Manson család többi tagjához hasonlóan ő is halálbüntetést kapott, de mivel 1972-ben Kalifornia államban eltörölték a halálbüntetést, ezért életfogytiglani börtönbüntetésre ítélték. 2009 szeptemberében halt meg agydaganatban.  

## A Manson család előtt
Csendes, középosztálybeli lányként kezdte, kórustag volt. Édesanyja 15 éves korában elhunyt, apja pedig a kórházi költségek miatt arra kényszerült, hogy eladja házukat. Később az apja is eltűnt, így Susan kénytelen volt az iskola mellett dolgozni és öccsére vigyázni, azonban ez túl sok volt a fiatal lánynak. Tizenegyedikes korában végleg otthagyta az iskolát, majd sztriptíztáncos munkát vállalt San Franciscóban. Itt találkozott 1967-ben Charles Mansonnal.

## Találkozás Mansonnal
Atkins már tizenéves korában drogozott, mikor találkozott egy Charles Manson nevű emberrel. Manson megkérte Atkinst, hogy csatlakozzon a szektájához, így 1967-ben csatlakozott a Manson családhoz, amelynek tagjai egyre jobban elszigetelődtek a külvilágtól. Manson Susant Sadie-nek becézte, aki hamar egyik vezető alakjává vált a "családnak". 
1967. október 7-én gyermeke született, akit Manson Zezozose Zadfrack Glutznak nevezett el. 
A család a San Fernando-völgyi Spahn Ranchon telepedett le.

## A gyilkosságok
Manson úgy vélte, hogy a Helter Skelter (Manson által kitalált esemény, ami elhozza az Apokalipszist) 1969 nyarán el fog jönni. Azonban júniusban még nem következett be. Ezért Manson úgy gondolta, hogy nekik kell előidézniük ezt az eseményt. 
1969. július 27-én Manson Bobby Beausoleilt, Susan Atkinst és Mary Brunnert küldte egy zenész, Gary Hinman meggyilkolására. Hinman azt hitte, hogy csak a pénzéért jöttek, azonban Manson parancsára Beausoleil kivégezte Hinmant, Atkins pedig Hinman vérével írta fel a falra, hogy "politikai disznó", illetve a szintén a környéken működő, Fekete Párducok nevű banda jelét is, ezzel rájuk fogva a gyilkosságot. 
1969. augusztus 8. estéjén Manson szerint eljött a Helter Skelter napja. Ezért Charles Tex Watsont, Susan Atkinst, Patricia Krenwinkelt és Linda Kasabiant küldte az egykoron még Terry Melcher által birtokolt lakásra, ami akkor éppen a terhes színésznő, Sharon Tate, illetve férje, Roman Polański birtoka volt. Manson Watsont bízta meg, majd arra parancsolta a lányokat, hogy tegyék azt, amit Watson mond. Érkezésükkor Watson elvágta a telefonkábelt, ám pont akkor érkezett meg autójával egy Steven Parent nevű 18 éves fiatalember. Mivel nem maradhatott szemtanú, Watson brutálisan meggyilkolta. Ezután Linda Kasabian kivételével behatoltak a házba, majd Woytek Frykowskit, Abigail Folgert, Jay Sebringet és Sharon Tate-et brutálisan meggyilkolták. Susan elvileg csak Sharon Tate színésznőt ölte meg, aki akkor éppen terhes volt. Tate könyörgött az életéért, azonban Susan nem kegyelmezett, majd állítólag ezt mondta neki a kivégzése előtt:  "Look, bitch, I have no mercy for you. You're going to die and you'd better get used to it." (Nézd, te kis kurva, nincs kegyelem számodra. Meg fogsz halni, és jobb, ha beletörődsz ebbe!") Halála előtt Tate az édesanyjáért kiáltott. Susan végül Tate vérével a disznó (pig) szót írta fel a falra. 
Másnap Susan a LaBianca-gyilkosságnál csak a házon kívül volt, így nem vett részt a gyilkosságban.

## Ítélet és Manson után
A rendőrség, habár nehezen, de végül 1969 novemberében letartóztatta a Manson család tagjait. A bíróság bűnösnek találta Charles Mansont, Charles "Tex" Watsont, Patricia "Katie" Krenwinkelt, Susan "Sadie" Atkinst és Linda Kasabiant a Tate-gyilkosságokban való részvételükért. Leslie Van Houtent a LaBianca-ügyben találták bűnösnek. 
November közepén egy női elítélt, a prostitúcióért ülő Ronnie Howard rendőrségi meghallgatást kért. Első körben elutasították a kérését, de amikor azzal állt elő, hogy információi vannak a Tate-gyilkosságokról, kiküldtek hozzá két nyomozót. A nő, aki Susan Atkinsszel ült egy cellában, elmondta, hogy cellatársa roppant beszédes kedvű. Azt mondta Howardnak, hogy ő szúrta le Gary Hinmant, Beausoleil csak lefogta az áldozat karjait. Később mesélt neki a Tate-mészárlásról, és azt állította, hogy ő végezte ki Sharon Tate-et. Mivel a nő olyan információkat adott meg, melyeket a rendőrségen kívül csak a gyilkosok tudhattak, meggyőzte a nyomozókat szavai igazságáról, és egyből elkülönítették Howardot a biztonsága érdekében.
Atkins a börtönben kétszer is megházasodott, és keresztény hívőnek állt. Megírta memoárját Child of Satan, Child of God (A Sátán gyermeke, Isten gyermeke) címmel. 
A Manson család legijesztőbbnek vélt tagja tehát 38 év fogság után, 2009-ben rákban halt meg. Halála előtt a szabadon bocsátását kérvényezte, miután az egyik lábát a rák miatt amputálni kellett, azonban nem fogadták el kérését. Utolsó szava állítólag az "Ámen" volt.